# باربارا هندریکس
باربارا هندریکس (انگلیسی: Barbara Hendricks؛ زادهٔ ۲۰ نوامبر ۱۹۴۸) یک هنرپیشه اهل ایالات متحده آمریکا است.